# Tương Dương, Hồ Bắc
Tương Dương (tiếng Trung: 襄阳 / 襄陽; bính âm: Xiāngyáng) là một địa cấp thị ở phía tây bắc tỉnh Hồ Bắc, Trung Quốc. Nó được tạo thành từ hai thành phố nổi tiếng trong văn hóa và lịch sử Trung Quốc là Tương Dương và Phàn Thành, vì thế cho tới ngày 2 tháng 12 năm 2010 tên gọi chính thức của địa cấp thị này là Tương Phàn (tiếng Trung: 襄樊市, bính âm: Xiāngfán Shì, âm Hán-Việt: Tương Phàn thị). Năm 2008 địa cấp thị Tương Dương có dân số 5.843.800 người.

## Các đơn vị hành chính
Địa cấp thị Tương Dương có 9 đơn vị cấp huyện, bao gồm 3 quận, 3 thành phố cấp huyện và 3 huyện.
- Khu Tương Thành (襄城区)
- Khu Phàn Thành (樊城区)
- Khu Tương Châu (襄州区). Tên gọi cho tới 2-12-2010 là khu Tương Dương (襄阳县)
- Thành phố cấp huyện Tảo Dương (枣阳市)
- Thành phố cấp huyện Nghi Thành (宜城市)
- Thành phố cấp huyện Lão Hà Khẩu (老河口市)
- Huyện Nam Chương (南漳县)
- Huyện Cốc Thành (谷城县)
- Huyện Bảo Khang (保康县)

Các đơn vị này lại được chia ra thành 159 đơn vị cấp hương, bao gồm 106 trấn, 29 hương và 24 phó khu.